# Senterpartiet
De Senterpartiet (Nederlands: Centrumpartij), afgekort tot Sp, is een centristische, agraristische Noorse politieke partij gesticht in 1920. Tot 2005 heeft de partij enkel aan niet-socialistische regeringen deelgenomen. Vanaf dat jaar tot de verkiezingen in 2013 maakte de Sp deel uit van het rood-groene kabinet van Jens Stoltenberg.
Vooral in kleine plaatsen staat de Sp erg sterk. Sinds 2007 zijn meer dan tachtig burgemeesters lid van de partij. Enkel de Arbeiderpartiet doet het beter. Gezien haar grootte heeft de Senterpartiet met andere woorden meer burgemeesters dan andere partijen.

## Geschiedenis

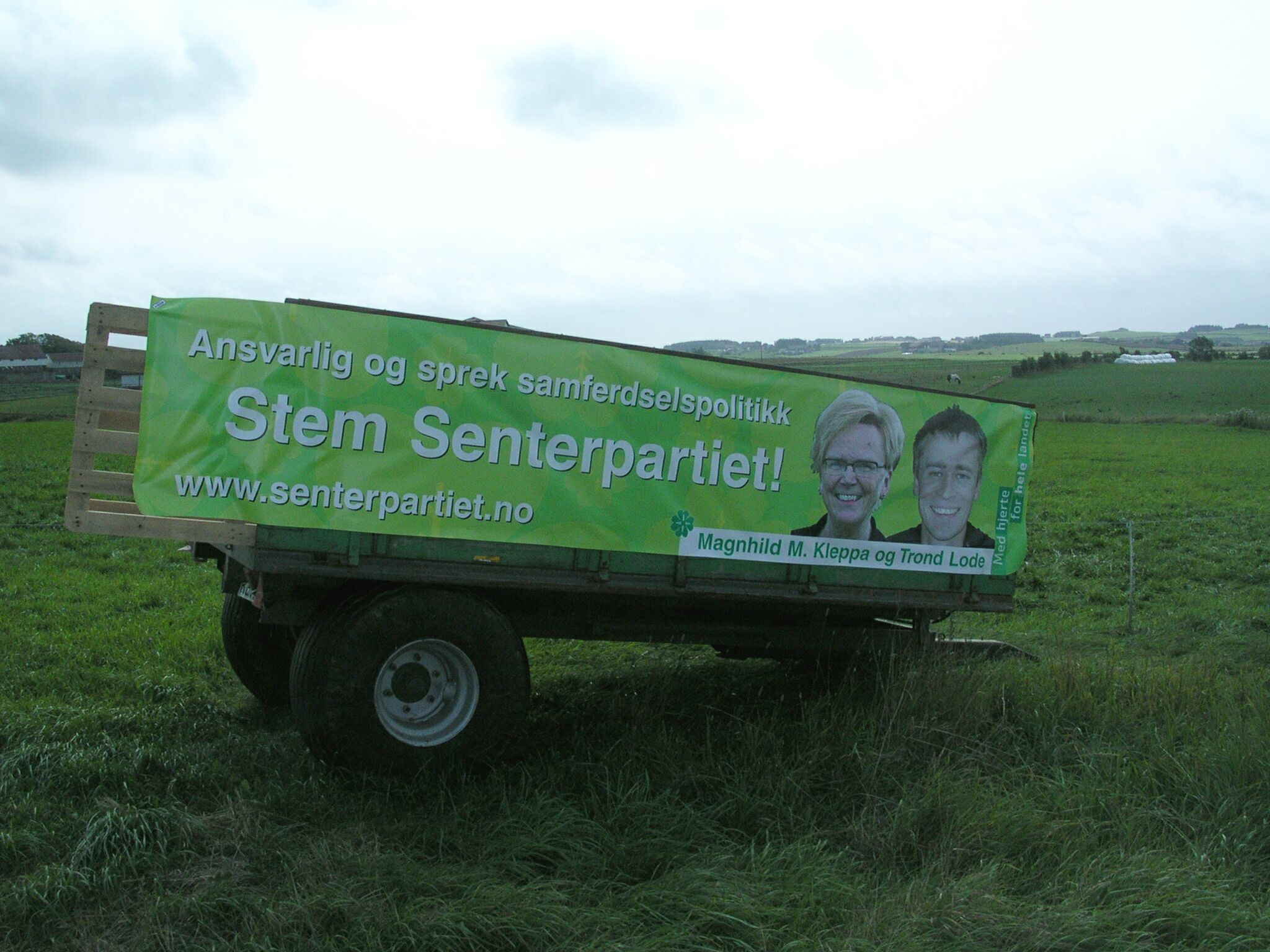
Campagnespandoek van de Senterpartiet

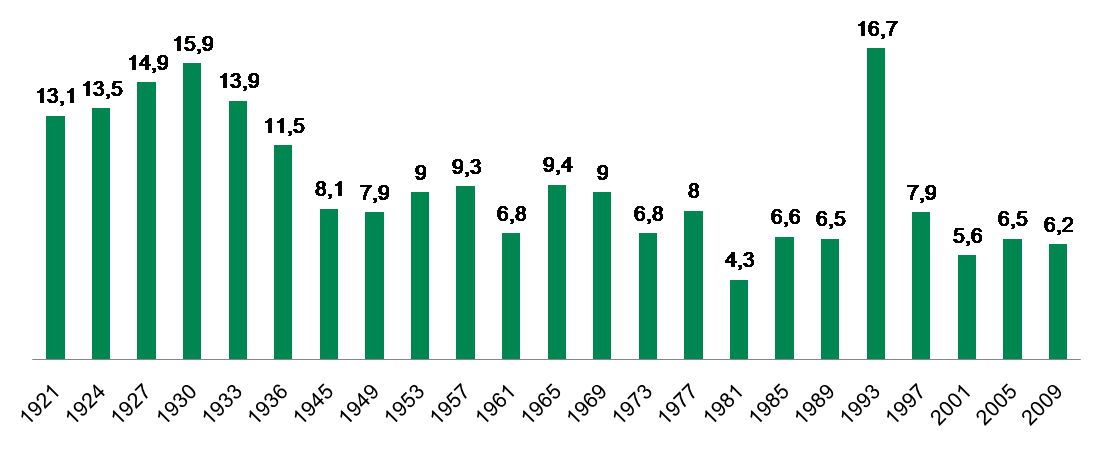
Stemmenpercentage sinds 1921

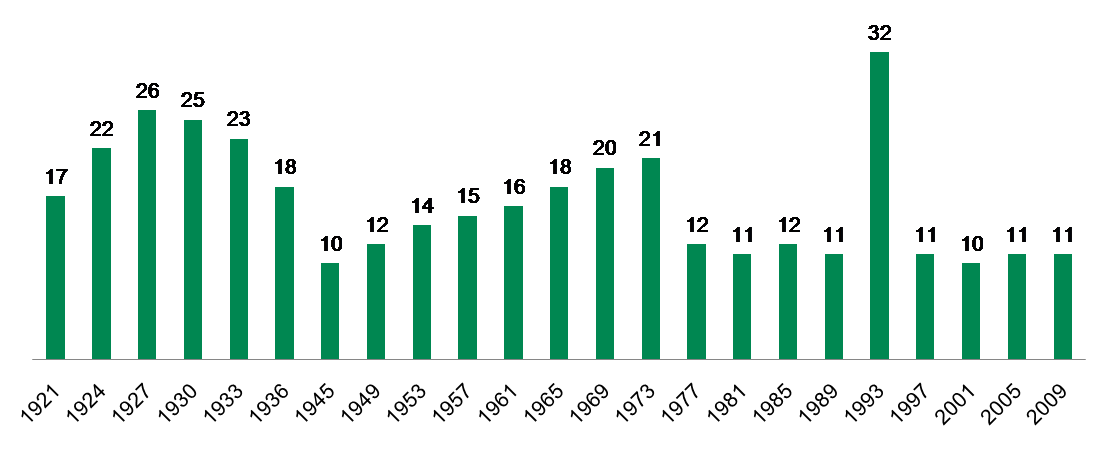
Zetels in het Storting sinds 1921

Van 17 tot 19 juni 1920 vergadert de Norsk Landmansforbund. Men beslist deel te nemen aan de verkiezingen van 1921. In 1922 wordt de politieke activiteit afgesplitst als Bondepartiet (Nederlands: 'Boerenpartij'). De partij is dus, als tweede klassenpartij na de Arbeiderpartiet (Ap), gecreëerd als onderdeel van de landbouworganisatie, maar al heel snel gaat ze haar eigen weg en probeert ze niet enkel een politiek ten behoeve van het platteland te voeren.
In de jaren 1930 is Vidkun Quisling, de latere leider van de fascistische Nasjonal Samling, minister voor de partij zonder echter partijlid te zijn.  Volgens politoloog Trond Nordby is de geschiedenis van de partij in deze periode echter veel zwarter voorgesteld dan in werkelijkheid het geval is geweest.
In 1959 verandert de naam in Norsk Folkestyreparti – Demokratene, maar die raakt niet geregistreerd voor de verkiezingen. Daarom kiest men algauw voor de naam Senterpartiet. De reden voor de naamsverandering is de dalende plattelandsbevolking en de zoektocht naar een uitgebreider kiezerskorps.
De Senterpartiet heeft als regionalistische en agrarische partij een duidelijk anti-EU-profiel. Dit kwam sterk tot uiting in het aantal stemmen dat de partij kreeg bij de verkiezingen van 1993, die onmiddellijk voorafgingen aan het laatste Noorse referendum over een eventuele toetreding tot de Europese Unie.
Voor de jaren 2000 steunt de partij alleen niet-socialistische regeringen, waarvoor ze zelfs driemaal een eerste minister mag leveren. Sinds 2005 is de partij echter deel van de rood-groene coalitie van Jens Stoltenberg. De Sp maakt van die regering het zogenaamde 'groene' deel uit. In 2009 behoudt deze regering de meerderheid en kon men verder regeren, maar in 2013 verloor het de meerderheid na de Noorse parlementsverkiezingen 2013.
In de oppositie kon het daarna wel weer de rug rechten. Bij de verkiezingen van 2017 behaalde Sp een zetelwinst van negen, maar het bleef in de oppositie. In 2021 werd opnieuw winst geboekt, men won opnieuw negen mandaten en groeide naar 28 zetels. Hiermee werd Sp de derde partij van het land. Het ging toen ook weer regeren, opnieuw met Ap, dit keer in het kabinet-Støre.

## Partijleiders
- Johan E. Mellbye (1920-1921)
- Kristoffer Høgset (1921-1927)
- Erik Enge (1927-1930)
- Jens Hundseid (1930-1938)
- Nils Trædal (1938-1948)
- Einar Frogner (1948-1955)
- Per Borten (1955-1967)
- John Austrheim (1965-1973)
- Dagfinn Vårvik (1973-1977)
- Gunnar Stålsett (1977-1977)
- Johan J. Jakobsen (1979-1991)
- Anne Enger Lahnstein (1991-1999)
- Odd Roger Enoksen (1999-2003)
- Åslaug Haga (2003-2008)
- Lars Peder Brekk (interim) (2008)
- Liv Signe Navarsete (2008-2014)
- Trygve Slagsvold Vedum (2014-)